# Liste der portugiesischen Botschafter in Ruanda
Die Liste der portugiesischen Botschafter in Ruanda listet die Botschafter der Republik Portugal in Ruanda auf. Die Länder unterhalten seit 1976 diplomatische Beziehungen.
Erstmals akkreditierte sich ein portugiesischer Vertreter im Jahr 1977 in der ruandischen Hauptstadt Kigali. Eine eigene Botschaft eröffnete Portugal dort nicht, der Portugiesische Botschafter in der Demokratischen Republik Kongo war zunächst auch für Ruanda zuständig und zweitakkreditierte sich dazu dort. Seit der Wiedereröffnung der portugiesischen Botschaft in Addis Abeba gehört Ruanda zum Amtsbezirk des Portugiesischen Vertreters in Äthiopien (Stand 2019).

## Missionschefs
| Name                                       | Bild   | Amtszeit | Anmerkungen                                                                  |
| Ruanda                                     | Ruanda | Ruanda   | Ruanda                                                                       |
| ------------------------------------------ | ------ | -------- | ---------------------------------------------------------------------------- |
| António Baptista Martins                   |        | ab 1977  | Botschafter mit Amtssitz Kinshasa, am 25. Januar 1977 in Kigali akkreditiert |
| Luís Quartim Bastos                        |        | ab 1982  | Botschafter mit Amtssitz Kinshasa                                            |
| José Manuel Duarte de Jesus                |        | ab 1990  | Botschafter mit Amtssitz Kinshasa                                            |
| João Carlos Bessa Pinto Versteeg           |        | ab 1996  | Botschafter mit Amtssitz Kinshasa                                            |
| Francisco Domingos Garcia Falcão Machado   |        | ab 1999  | Botschafter mit Amtssitz Kinshasa                                            |
| Luís Filipe de Mendonça Cristina de Barros |        | ab 2002  | Botschafter mit Amtssitz Addis Abeba                                         |
| Vera Maria Fernandes                       |        | ab 2006  | Botschafterin mit Amtssitz Addis Abeba                                       |
| António Luís Peixoto Cotrim                |        | ab 2011  | Botschafter mit Amtssitz Addis Abeba                                         |
| Afonso Henriques Abreu de Azeredo Malheiro |        | ab 2015  | Botschafter mit Amtssitz Addis Abeba                                         |
| Helena Maria Rodrigues Fernandes Malcata   |        | ab 2018  | Botschafterin mit Amtssitz Addis Abeba                                       |